# La situazione della classe operaia in Inghilterra
La situazione della classe operaia in Inghilterra (titolo orig. Die Lage der arbeitenden Klasse in England mit dem Untertitel Nach eigner Anschauung und authentischen Quellen) è un saggio del 1845 scritto dal filosofo tedesco Friedrich Engels, un importante studio sulle condizioni sociali ed economiche della classe operaia inglese al tempo della prima industrializzazione. Opera prima e precoce, Engels la pubblicò quando aveva appena 24 anni. Il saggio fu scritto nel periodo 1842–44 durante la sua permanenza a Manchester, città fulcro della rivoluzione industriale, basandosi sulle osservazioni dell'autore in prima persona e su dettagliate testimonianze di contemporanei. Il libro fu un atto d'accusa schiacciante contro la borghesia inglese, concludendo che la sfrenata corsa all'avidità di questi abbia portato a un impoverimento dei lavoratori, fino all'"omicidio sociale". L'opera di Engels fu considerata all'epoca un lavoro pionieristico di ricerca sociale empirica, per la qualità del metodo d'indagine e il quadro d'analisi. Tuttavia oggi, pur rivestendo un significato sociale e storico, la sua ricerca risulta essere lacunosa, per il mancato rispetto degli standard oggi richiesti dalla ricerca scientifica sul campo.
Originariamente indirizzato ad un pubblico di lettori tedeschi, il saggio è oggi considerato da molti un classico resoconto delle condizioni universali del proletariato industriale dell'epoca. Figlio maggiore di un industriale tessile, Engels si appassionò al giornalismo radicale in gioventù. Mandato dalla famiglia in Inghilterra per fare apprendistato, ciò che vide lo rese ancora più radicale. In quegli anni nacque quella che sarà una lunga amicizia di carattere intellettuale con il filosofo Karl Marx.

## Descrizione
(Friedrich Engels)

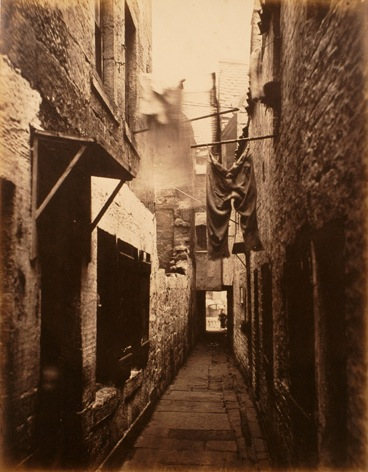
Un quartiere operaio di Glasgow nel 1871.

Nel saggio, Engels sostiene che la rivoluzione industriale ha peggiorato la condizione sociale dei lavoratori. Egli mostra, ad esempio, che nelle grandi città industriali come Manchester e Liverpool, la mortalità causata da malattie (come il vaiolo, il morbillo, la scarlattina e la pertosse) sia quattro volte superiore a quella nella campagna circostante, e la percentuale della mortalità da convulsioni circa dieci volte più alta. Il tasso di mortalità generale a Manchester e Liverpool era significativamente più alto rispetto alla media nazionale. Un esempio interessante mostra l'aumento dei tassi di mortalità generale nella città industriale di Carlisle, dove prima dell'introduzione dei mulini (1779-1787), 4.408 su 10.000 bambini morirono prima di raggiungere l'età di cinque anni, e dopo la loro introduzione, la cifra salì a 4.738. Prima dell'introduzione dei mulini, 1.006 su 10.000 adulti morirono prima di raggiungere i 39 anni, e dopo la loro introduzione il tasso di mortalità salì a 1.261 su 10.000.
L'interpretazione di Engels dimostrò di essere estremamente influente presso gli storici britannici della rivoluzione industriale. Egli prese in esame sia i salari dei lavoratori che le loro condizioni di vita. Sostenne che i lavoratori dell'industria hanno redditi più bassi rispetto ai loro coetanei pre-industriali che vivevano in ambienti più sani e piacevoli. Questa si rivelò essere una critica molto ampia del processo di industrializzazione e venne presa come riferimento da molti degli storici marxisti che studiarono la rivoluzione industriale del XX secolo.
Nel 1844 Engels incontrò a Parigi Karl Marx, formando con lui un sodalizio intellettuale che sarebbe durato per tutta la vita. Engels mostrò a Marx il suo libro, convincendolo che la classe operaia sarebbe stata l'agente e lo strumento della rivoluzione finale nella storia.

## Valutazioni successive di Engels
Nella prefazione all'edizione inglese del 1892, Engels stesso riconobbe in questa sua opera giovanile "il timbro della giovinezza nel bene e nel male". Egli osservò anche che il "punto di vista teorico generale" del lavoro non coincideva del tutto con le sue opinioni attuali, cioè 47 anni dopo la pubblicazione. Tuttavia, sottolineò che il testo non ha subito cancellature o alterazioni nelle edizioni successive, nemmeno a riguardo della previsione di una "rivoluzione sociale imminente in Inghilterra", previsione che aveva rivisto in seguito. Invece di adeguare il testo agli eventi in corso, Engels fece riferimento allo sviluppo economico-industriale dopo il 1844 nel primo volume de Il Capitale di Marx, "con una presentazione dettagliata della situazione della classe operaia inglese, per il periodo che va dal 1865 circa, cioè, il momento in cui la prosperità industriale britannica ha raggiunto il suo picco". Nondimeno, Engels fece notare nella stessa prefazione che alcune previsioni si erano comunque avverate. In particolare quella relativa alla posizione dell'industria britannica che si sarebbe indebolita in un prossimo futuro a causa della concorrenza continentale e, in particolare, statunitense.

## Edizioni italiane
- La condizione della classe operaia in Inghilterra secondo un'inchiesta diretta e fonti autentiche, trad. Vittorio Piva, Roma, L. Mongini, 1899, pp.XXI, 238.
- La situazione della classe operaia in Inghilterra In base a osservazioni dirette e fonti autentiche, traduzione di Raniero Panzieri, Collana I classici del marxismo n.13, Roma, Edizioni Rinascita, 1955. - Introduzione di Eric J. Hobsbawm, Biblioteca del pensiero moderno, Roma, Editori Riuniti, 1973; a cura di Enrico Donaggio e Peter Kammerer, Collana Universale Economica. I Classici, Milano, Feltrinelli, 2021, ISBN 978-88-079-0382-3. [la versione di Panzieri è condotta sull'edizione riveduta da Engels del 1892]